# Dictyogryllacris
Dictyogryllacris is een geslacht van rechtvleugeligen uit de familie Gryllacrididae. De wetenschappelijke naam van dit geslacht is voor het eerst geldig gepubliceerd in 1937 door Karny.

## Soorten
Het geslacht Dictyogryllacris omvat de volgende soorten:
- Dictyogryllacris dyscrita Karny, 1928
- Dictyogryllacris reticulata Brunner von Wattenwyl, 1888